# Alfred Stern (historiker)
 Der er flere personer med dette navn, se Alfred Stern.
Alfred Stern (født 22. november 1846 i Göttingen, død 24. marts 1936 i Zürich) var en tysk historiker, søn af matematikern Moritz Stern.
I 1873 blev han professor i Bern og 1888 i Zürich ved Polytechnicum. Han vandt et smukt navn, blandt andet ved Geschichte der Revolution in England (1881, 2. udgave 1898), og i 1894 påbegyndte han sit hovedværk: Geschichte Europas seit den Verträgen von 1815 bis zum Frankfurter Frieden von 1871. Han satte sig som mål at give en indgående fremstilling af dette tidsrum, bygget ikke blot på trykte kilder, men ogsaa på arkivstudier, og han har til den ende benyttet arkiverne rundt om i Europa, blandt andet også i Danmark. Det blev et udmærket arbejde, gennemført med stor grundighed og præget af en ivrig stræben efter objektiv bedømmelse, og det er lykkedes forfatteren at få det fuldendt; dets 10. og sidste bind udkom 1924.